# Кібра
Кібра́ (рос. Кибра) — присілок у складі Юр'янського району Кіровської області, Росія. Входить до складу Верховинського сільського поселення.
Населення становить 2 особи (2010, 3 у 2002).
Національний склад станом на 2002 рік — росіяни 67 %, українці 33 %.